# HD 225200
HD 225200，又名CD-2918950，SAO 166031、HR 9102，是一颗恒星，视星等为6.4，位于銀經18.53，銀緯-79.41，其B1900.0坐标为赤經23h 59m 13.2s，赤緯-29° -79.41′ 33″。